# Фонд охраны дикой природы имени Даррелла
Фонд охраны дикой природы имени Даррелла (англ. Durrell Wildlife Conservation Trust) — международная благотворительная природоохранная организация, деятельность которой направлена на сохранение видов и подвидов дикой фауны от вымирания. Основан в 1963 году Джеральдом Дарреллом как Джерсийский фонд охраны дикой природы и переименован 26 марта 1999 года, в день 40-летия со дня открытия Джерсийского зоопарка, в его честь. Расположен на территории поместья Огр (Les Augrès Manor) на острове Джерси (Нормандские острова), где в 1959 году Джеральдом Дарреллом был создан Джерсийский зоопарк, специализирующийся на содержании и разведении исчезающих видов животных. Символом и эмблемой Фонда является вымерший маврикийский дронт.
Патроном Фонда уже более 50 лет является Принцесса Анна.